# Subespacio vectorial
En álgebra lineal, un subespacio vectorial es el subconjunto de un espacio vectorial, que satisface por sí mismo la definición de espacio vectorial con las mismas operaciones que V el espacio vectorial original.

## Definición de subespacio vectorial
Sea {\displaystyle V_{}^{}} un espacio vectorial sobre {\displaystyle K_{}^{}} y {\displaystyle U\subset V} no vacío, {\displaystyle U_{}^{}} es un subespacio vectorial de {\displaystyle V_{}^{}} si:
{\displaystyle i)\;\;\forall u,v\in U,u+v\in U}
{\displaystyle ii)\;\forall u\in U,\forall k\in K,ku\in U}

### Consecuencias
- Un subconjunto de vectores que cumple las dos condiciones anteriores es un subespacio vectorial y por tanto un espacio vectorial.

| Demostración |
| i) permite el cumplimiento de la propiedad conmutativa y asociativa. ii) permite el cumplimiento de la propiedad asociativa, elemento neutro y propiedad distributiva respecto las dos operaciones. Luego para el elemento neutro de la suma este se puede obtener como {\displaystyle 0\cdot u}, que {\displaystyle u+0\cdot u=(1+0)\cdot u=u} y lo mismo para el elemento opuesto de la suma obtenido como {\displaystyle (-1)\cdot u}, ya que {\displaystyle u+(-1)u=(1-1)\cdot u=0.} |

Notaciones
Dado {\displaystyle F\,} un subespacio vectorial, se tiene:
Para i) el abuso de lenguaje {\displaystyle F+F\subset F}, e incluso {\displaystyle F+F=F} es correcto.
| Demostración |
| Se quiere ver que {\displaystyle \forall w\in F+F\Leftrightarrow w\in F}: {\displaystyle \Rightarrow )w\in F+F\Rightarrow \exists u,v\in F:w=u+v\Rightarrow w\in F.} {\displaystyle \Leftarrow )w\in F\Rightarrow w=w+{\vec {0}}\Rightarrow w\in F+F} |

Para ii) el abuso de lenguaje {\displaystyle \lambda F\subset F}, e incluso {\displaystyle \lambda F=F,\;\;\forall \lambda \in K-\{0\}} es correcto.
| Demostración |
| {\displaystyle w\in F\Leftrightarrow {\frac {1}{\lambda }}w\in F\Leftrightarrow \lambda {\frac {1}{\lambda }}w\in \lambda F\Leftrightarrow w\in \lambda F} |

### Criterio de verificación
Es posible sintetizar i) y ii) en una condición única:
| Si V es un espacio vectorial, entonces un subconjunto no vacío U de V es un subespacio vectorial si y sólo si para cualesquiera dos vectores v, w pertenecientes a U y cualesquiera escalares r y s pertenecientes al cuerpo asociado, el vector {\displaystyle rv+sw} es también un elemento de U. |

## Ejemplos
Dado el espacio vectorial {\displaystyle \mathbb {R} ^{2}}, sus elementos son del tipo {\displaystyle (a,b)\in \mathbb {R} ^{2}}.

{\displaystyle {\vec {0}},u} y {\displaystyle \lambda u} están alineados, {\displaystyle \forall u\in \mathbb {R} ^{2}}, {\displaystyle \forall \lambda \in K.}
{\displaystyle {\vec {0}},u,v} y {\displaystyle u+v} forman un paralelogramo si no están alineados, {\displaystyle \forall u,v\in \mathbb {R} ^{2}.}
Suma de 3 elementos.

El subconjunto 

{\displaystyle U=\{(a,b):a+b=0\}}.

es un subespacio vectorial.
| Demostración |
| Por definición de U los elementos son de la forma {\displaystyle x=(x_{1},-x_{1})}. {\displaystyle {\begin{matrix}Suma&+:&{\mathbb {R} ^{2}\times {}\mathbb {R} ^{2}}&\longrightarrow {}&{\mathbb {R} ^{2}}&\\&&{(\mathbf {u} ,\mathbf {v} )}&\mapsto &{(u_{1},-u_{1})+(v_{1},-v_{1})}&=((u_{1}+v_{1}),-(u_{1}+v_{1}))\end{matrix}}} {\displaystyle {\begin{matrix}Producto&\cdot {}:&{K\times {}V}&\longrightarrow {}&{V}&\\&&{(a,\mathbf {u} )}&\mapsto &a\cdot (u_{1},-u_{1})&=((a\cdot u_{1}),-(a\cdot u_{1}))\end{matrix}}} como las operaciones están bien definidas entonces U es en sí mismo un espacio vectorial, es decir, satisface las condiciones de subespacio vectorial de {\displaystyle \mathbb {R} ^{2}}. |

El subconjunto

{\displaystyle C=\{(a,b):b=a^{2}\}}

no es un subespacio vectorial.
| Demostración |
| Nuevamente sólo es necesario verificar tres condiciones: la pertenencia del vector nulo y la cerradura de ambas operaciones. El vector nulo (0, 0) sí es un elemento de C puesto que 0 = 0². Sin embargo, ni la suma ni el producto son cerrados: - Los vectores (1, 1) y (2, 4) son elementos de C, pero su suma (1, 1) + (2, 4) = (3,5) no lo es, puesto que 5 no es igual a 3². - El vector (2, 4) es un elemento de C, pero al multiplicarlo por el escalar 2 se obtiene (4, 8) que no es un elemento de C puesto que 8 no es igual a 4². |

## Otros ejemplos
Sea {\displaystyle V_{}^{}} un espacio vectorial. Asumimos que {\displaystyle V_{}^{}} es un espacio vectorial real, pero todo funciona también para un espacio vectorial complejo.
1) {0} es un subespacio vectorial de {\displaystyle V_{}^{}}. Es llamado el subespacio trivial de {\displaystyle V_{}^{}}.
2) {\displaystyle V_{}^{}} en sí es un subespacio vectorial de {\displaystyle V_{}^{}}.
3) Si fijamos {\displaystyle v} {\displaystyle \in V}. Entonces el conjunto {\displaystyle W:=\left\{\mathbf {\mu v} \in V\colon \mu \in \mathbb {R} \right\}} es un subespacio de {\displaystyle V_{}^{}}.
4) Más generalmente, si fijamos {\displaystyle v_{1}}, ..., {\displaystyle v_{k}} {\displaystyle \in V}, entonces el conjunto {\displaystyle W:=\left\{\mathbf {\mu _{1}v_{1}} +...+\mathbf {\mu _{k}v_{k}} \colon \mu _{1},...,\mu _{k}\in \mathbb {R} \right\}} es un subespacio de {\displaystyle V_{}^{}}. Este conjunto es llamado el generador lineal de {\displaystyle v_{1}}, ..., {\displaystyle v_{k}}.
5) Si fijamos {\displaystyle z_{0}} y {\displaystyle v_{1}}, ..., {\displaystyle v_{k}} {\displaystyle \in V}, entonces el conjunto {\displaystyle W:=\left\{z_{0}+\mathbf {\mu _{1}v_{1}} +...+\mathbf {\mu _{k}v_{k}} \colon \mu _{1},...,\mu _{k}\in \mathbb {R} \right\}} {\displaystyle =} {\displaystyle z_{0}} {\displaystyle +}{\displaystyle \left\{\mathbf {\mu _{1}v_{1}} +...+\mathbf {\mu _{k}v_{k}} \colon \mu _{1},...,\mu _{k}\in \mathbb {R} \right\}} es un subespacio afín de {\displaystyle V_{}^{}}. En general, no será un subespacio.
6) Si {\displaystyle W_{}^{}} es un subespacio de {\displaystyle V_{}^{}}, entonces {\displaystyle V_{}^{}\setminus W_{}^{}} no es un subespacio. Esto es fácil de ver, considerando que {\displaystyle W_{}^{}} debe que contener el 0, pero {\displaystyle V_{}^{}\setminus W_{}^{}} no contiene el 0. Por lo tanto, no puede ser un espacio vectorial.

## Operaciones con subespacios
Sea {\displaystyle (V,+,K,*)} un espacio vectorial; {\displaystyle (S,+,K,*)} y {\displaystyle (W,+,K,*)} subespacios vectoriales de {\displaystyle V}, se definen las siguientes operaciones:

### Unión
{\displaystyle S\cup W=\left\{\mathbf {v} \in V\colon \mathbf {v} \in S\ {\text{o}}\ \mathbf {v} \in W\right\}}

En general, la unión de subespacios no es un subespacio.

### Intersección
{\displaystyle S\cap W=\left\{\mathbf {v} \in V\colon \mathbf {v} \in S\ {\text{y}}\ \mathbf {v} \in W\right\}}

La intersección de dos subespacios es un subespacio.

### Suma
{\displaystyle S+W=\left\{\mathbf {v} \in V\colon \mathbf {v} =(\mathbf {u_{1}} +\mathbf {u_{2}} )\wedge \mathbf {u_{1}} \in S\wedge \mathbf {u_{2}} \in W\right\}}

La suma de dos subespacios es un subespacio de V.

#### Suma directa
Si la intersección entre S y W es el subespacio trivial (es decir, el vector nulo), entonces a la suma se la llama "suma directa".

Es decir que si {\displaystyle S\cap W=\left\{{\vec {0}}\right\}\Rightarrow S\oplus W}

Esto significa que todo vector de S+W, se escribe de manera única como la suma de un vector de S y otro de W.

#### Subespacios suplementarios
Se dice que los subespacios {\displaystyle S} y {\displaystyle W}son suplementarios cuando verifican que su suma directa es igual al espacio vectorial {\displaystyle V}:
{\displaystyle S\oplus W=\;V\;\leftrightarrow \;{\begin{cases}S+W=\;V\\S\cap W=\left\lbrace {\overset {\rightarrow }{0}}\right\rbrace \end{cases}}}

## Dimensiones de subespacios
La fórmula de Grassmann resuelve que la dimensión de la suma de los subespacios {\displaystyle S} y {\displaystyle W} será igual a la dimensión del subespacio {\displaystyle S} más la dimensión del subespacio {\displaystyle W} menos la dimensión de la intersección de ambos, es decir:

{\displaystyle \dim(S+W)=\dim(S)+\dim(W)-\dim(S\cap W)}

Por ejemplo, siendo {\displaystyle \dim(S)=3} y {\displaystyle \dim(W)=2} y teniendo como intersección un subespacio de dimensión 1.
 Luego, {\displaystyle \dim(S+W)=4}.

### En la suma directa
En el caso particular de la suma directa, como {\displaystyle S\cap W=\left\{{\vec {0}}\right\}\Rightarrow \dim(S\cap W)=0}.
La fórmula de Grassmann resulta:

{\displaystyle \dim(S\oplus W)=\dim(S)+\dim(W)}

Entonces en el ejemplo anterior, resultaría {\displaystyle \dim(S\oplus W)=5}.